# Étienne de La Boétie
Étienne de La Boétie, var en humanistisk forfatter og en fransk digter (født 1. november 1530 i Sarlat, en by i den sydøstlige del af Périgord, død 18. august 1563 i Germignan, i byen Taillan-Médoc, nær Bordeaux).
La Boétie er berømt for sin Discourse on Voluntary Servitude. Fra 1558 var han en nær ven af Michel de Montaigne, der gav ham posthum hyldest i sine essays.